# Bellator 21
Bellator XXI foi um evento de MMA organizado pelo Bellator Fighting Championships ocorrido dia 10 de junho de 2010 no Seminole Hard Rock Hotel & Casino em Hollywood, Flórida.  O evento foi transmitido no Fox Sports Net e suas afiliadas regionais.

## Background
O card contou com a final do Torneio de Leves. O vencedor foi coroado o Vencedor do Torneio de Leves da Segunda Temporada do Bellator o vencedor enfrentaria campeão dos leves do Eddie Alvarez em algum momento da Terceira Temporada.